# Locomotora de Vapor 030-2110
La Locomotora de vapor 030-2110 "Perruca" és una Locomotora fabricada per l'empresa Koechlin a Alemanya que es troba conservada actualment al Museu del Ferrocarril de Catalunya, amb el número de registre 00009 d'ençà que va ingressar el 1981, com una donació de la companyia Norte, posteriorment adquirida per Renfe.

## Història
La Perruca va circular gairebé sempre a les línies dures del nord-est d'Espanya, on les seves característiques tècniques van ser de gran utilitat. A finals dels anys 50 del segle passat fou transferida al dipòsit de Tarragona, fins que es va donar de baixa, a finals dels anys 60. El seu renom procedeix de la seva similitud a una moneda petita o perruca, que mostrava a la sortida d'un dels túnels del port de Payares.
Fins al segle xx, les limitacions tècniques van reduir els tipus de locomotores. Totes compartien una arquitectura similar: calderes llargues i baixes, xemeneies altes i llargària reduïda, entre d'altres. La duresa, polivalència i simplicitat d'aquesta classe de màquines van fer que fossin molt utilitzades per nombroses companyies. Van remolcar tota mena de trens, fins que l'arribada de locomotores més evolucionades les va relegar a serveis de mercaderies i maniobres.

## Conservació
El seu estat de conservació és bo1990-91 restauració integral de xapa i pintura	

## Exposicions
- Centenario del Ferrocarril de Asturias, Galicia y León